# Зарнава
Зарнава (азерб. Zərnava) — селение в Исмаиллинском районе Азербайджана.

## География
Зарнава расположена под горой Ниалдаг, на южных склонах Ниалдагского хребта.

## Название
В дореволюционной литературе деревня писалась то как Зарнава, то как Зарнова. «Кавказский календарь» на 1856 год приводит написание алфавитом местного языка (ﺯﺮﺬﻮﺍ).

## История
В середине XIX века Зарнава относилась к Гоузскому магалу Шемахинской губернии, существовавшей с 1846 по 1859 год. Затем все губернские учреждения были переведены в Баку и губернию переименовали в Бакинскую.
На протяжении второй половины XIX века — начала XX века Зарнава относилась к Шемахинскому уезду Бакинской губернии. В то время она вместе с селениями Кельфарадж, Сардахари и Таглабиан составляли одно общество.
Уездная система продолжала сохраняться и в первые годы существования Азербайджанской ССР. Зарнава в начале 1920-х годов относилась к Шемахинскому уезду. На 1921 год Зарнава и ещё 13 селений входили в Басхальское сельское общество.
Позднее уездная система была заменена на окружную, а затем на районную. В 1960—1970-х годах Зарнава вместе с ещё 5 населёнными пунктами (Таглабиян, Калфарадж, Мюджю, Сардахар, Мушкемир) являлось одним из селений Таглабиянского сельского совета (сельсовета) Исмаиллинского района.

## Население

### XIX век
Согласно «Кавказскому календарю» на 1856 год Зарнаву населяли «татары»-сунниты (азербайджанцы-сунниты), которые между собой говорили по-«татарски» (по-азербайджански).
По данным списков населённых мест Бакинской губернии от 1870 года, составленных по сведения камерального описания губернии с 1859 по 1864 год, в селении имелось 25 дворов и 220 жителей (115 мужчин и 105 женщин), состоящих из «татаров»-суннитов (азербайджанцев-суннитов). Согласно сведениям 1873 года, опубликованным в изданном в 1879 году под редакцией Н. К. Зейдлица «Сборнике сведений о Кавказе», в
Зарнаве было уже 23 двора и 174 жителя (98 мужчин и 76 женщин), также «татары»-сунниты (азербайджанцы-сунниты). 
Материалы посемейных списков на 1886 год показывают, в Зарнаве насчитывалось 332 жителя (159 мужчин и 173 женщины; 29 дыма) и все «татары»-сунниты (азербайджанцы-сунниты). Население состояло из крестьян, из которых 88 человек были на казённой земле (40 мужчин и 48 женщин; 8 дымов) и 244 человека на владельческой земле (119 мужчин и 125 женщин; 21 дым).

### XX век
Согласно сведениям «Кавказского календаря» на 1910 год, в Зарнаве за 1908 год проживало 484 жителя, в основном «татары» (азербайджанцы). Следующий выпуск «Кавказского календаря» на 1912 год показывает здесь 493 жителя и вновь указывает «татар» (азербайджанцев).
По сведениям Списка населённых мест, относящегося к Бакинской губернии и изданного Бакинским губернским статистическим комитетом в 1911 году, население Зарнавы составляло 484 человека (248 мужчин и 236 женщин; 43 дыма) и они также были зафиксированы как «татары» (азербайджанцы). Те же материалы показывают, что все жители были поселянами на казённой земле.
По Азербайджанской сельскохозяйственной переписи 1921 года Зарнаву населяли 413 человек (225 мужчин и 188 женщин) и преимущественно таты, при этом двое мужчин были грамотными. В 1928 году обследованием татов занимался советский иранист Б. В. Миллер. На основе сведений, полученных в Шемахе от лагичцев, он привёл перечень татских селений Шемахинского и Геокчайского районов, в числе которых значилась и Зарнава (Б. В. Миллер записал латиницей как Zərnava).